# Hasu al-Albawi
Hasu al-Albawi (arab. حسو العلباوي) – wieś w Syrii, w muhafazie Hama. W 2004 roku liczyła 696 mieszkańców.